# Силикат никеля(II)
Силикат никеля(II) — неорганическое соединение,
соль никеля и кремниевой кислоты
с формулой Ni2SiO4,
светло-зелёные кристаллы,
не растворяется в воде.

## Получение
- В природе встречается редкий минерал либенбергит — Ni2SiO4 с примесями железа и кобальта[1].

- Спекание стехиометрических количеств оксидов:

{\displaystyle {\mathsf {2NiO+SiO_{2}\ {\xrightarrow {700^{o}C}}\ Ni_{2}SiO_{4}}}}

## Физические свойства
Силикат никеля(II) образует светло-зелёные кристаллы нескольких модификаций:
- α-Ni2SiO4, ромбическая сингония, параметры ячейки a = 0,47277 нм, b = 1,01173 нм, c = 0,59125 нм, Z = 4[2];
- γ-Ni2SiO4, кубическая сингония, параметры ячейки a = 0,80240 нм, Z = 8[3].

Не растворяется в воде.